# Сан Фабијано (Фиренца)
Сан Фабијано је насеље у Италији у округу Фиренца, региону Тоскана.
Према процени из 2011. у насељу је живело 16 становника. Насеље се налази на надморској висини од 354 м.